# John O’Hara (zapaśnik)
John James O'Hara (ur. 12 sierpnia 1913 w Melbourne, zm. 29 września 1983 w Sydney) – australijski zapaśnik walczący w stylu wolnym. Olimpijczyk z Berlina 1936, gdzie zajął siódme miejsce w wadze półśredniej.

## Letnie Igrzyska Olimpijskie 1936
| Konkurencja      | Rundy eliminacyjne | Rundy eliminacyjne  | Rundy eliminacyjne      | Klas. końcowa |
| Konkurencja      | Przeciwnik I       | Przeciwnik II       | Przeciwnik III          | Miejsce       |
| ---------------- | ------------------ | ------------------- | ----------------------- | ------------- |
| 72 kg styl wolny | Josef Paar (GER) P | Alois Samec (CSK) Z | Thure Andersson (SWE) P | 7.            |